# Ignacio Escudero y Valdivieso
Ignacio Escudero y Valdivieso (Piura, Perú, 31 de julio de 1820 - Piura, 15 de agosto de 1866) fue un político y profesor piurano célebre por haber participado en la  Convención Nacional del Perú  de 1855, asimismo por haber sido prefecto de Piura.
Uno de los 8 distritos de la Provincia de Sullana en el Departamento de Piura, Perú, lleva el nombre de este personaje peruano: el distrito de Ignacio Escudero que fue creado en 1965. 
Ignacio Escudero también se denomina la plaza principal del Barrio Norte de Piura, donde se erige la antigua Iglesia de la Cruz del Norte.
En la ciudad de Chulucanas en Piura, una Institución Educativa, que imparte educación secundaria, lleva el nombre de Ignacio Escudero.
La Biblioteca Pública Municipal Ignacio Escudero de la ciudad de Piura asimismo recuerda a este personaje.

"Nuestra biblioteca lleva su nombre porque al ser creada, en 1906, recibió un importante donativo en libros efectuado por los herederos del ilustre tribuno. Ahora nosotros procuramos emular su amor por el terruño y su dedicación al trabajo para contribuir al desarrollo del norte del Perú."

## Biografía
Una biografía destacada de Ignacio Escudero fue elaborada por su pariente, el intelectual piurano Luis Antonio Eguiguren Escudero.

"El General Luis F. Escudero, me pide que escriba unas líneas sobre nuestro antepasado, don Ignacio Escudero. Don Ignacio era hijo de don Francisco Escudero Carrión, como lo era también doña Antonia Escudero, que casó con mi abuelo don Vicente Eguiguren Riofrío, y asimismo mi abuelo materno don Francisco.
Don Ignacio tuvo como hijo a mi tío Gustavo Escudero, padre del General Escudero. De esta suerte el sobrino que escribe estas líneas y el nieto que amorosamente las entrega a la imprenta, se hallan unidos por un común propósito: revelar las glorias de Piura"

Nació el 31 de julio de 1820 en Piura. «Siendo bautizado por el Presbítero don Casimiro de la Sota, el 6 de agosto del mismo año, actuando como padrinos don Pío Valdiviezo y doña Rosa Valdiviezo». Fue hijo de don Francisco Escudero y Carrión (1790-5/1/1848) y de Josefa Valdivieso y Carrión (27/10/1795 - 30/5/1876).  Contrajeron matrimonio el 1 de abril. Tuvieron 7 hijos: Ignacio, Agustín, Juan José, Félix, Victoria, Antonia y Francisco.
Doña Josefa era partidaria de la independencia peruana y, por ello, a hurtadillas de su esposo, inicialmente de tendencia realista; contribuía con los libertadores proporcionándoles dinero y reses a través del vicario Tomás Diéguez de la Florencia, quien después sería Presidente del Congreso de la República Peruana en 1823.  Los padres de don Ignacio tenían extensas haciendas en las zonas altas de Piura: Pariguanás, Altos de Pariguanás entre otras.
Hizo estudios en el Convictorio de San Carlos de Lima. «Allí estuvo en clase de "pensionista" el año 1837 y dio examen de Filosofía y Lógica, en abril del citado año. En 1838, dio examen de Ética y Ontología. Luego viajó a Chile donde estudió leyes sin obtener su título de Abogado por la muerte de su padre, a los 58 años de edad, el 5 de enero de 1848. Esta desaparición lo llevó a ponerse, como hermano mayor, al frente de sus haciendas agrícolas Llicsa en Frías, Ayabaca  y Chipillico en Sullana "que vendió a su hermano Leonardo Felix." En 1847 fue profesor de Matemáticas y Geografía en el Colegio Nacional San Miguel de Piura, bajo la dirección del rector don Marcelino Aranda. «En 1855 ocupaba el cargo de Procurador Síndico de Piura, cuando fue elegido diputado por Piura».
«El 8 de diciembre de 1850 se casó con su prima doña Hermelinda Checa y Valdiviezo (...) que, a raíz de una enfermedad grave, moría el 7 de diciembre de 1856. (...) En 1858, contrajo nuevamente matrimonio (...) con doña Micaela Checa. En esta segunda unión sí hubo descendencia; de ella provienen Gustavo, Gabriel y Miguel Ignacio, según lo expresa el doctor Luis Antonio Eguiguren  en su biografía sobre don Ignacio Escudero y Valdiviezo».
«En 1855, ocupó el cargo de Procurador Síndico de Piura. Cuando fue elegido representante por la provincia de Piura que en esos años aún pertenecía al departamento de La Libertad. En Lima entonces aparecía como un personaje anónimo».
Don Ignacio fue figura destacada en los debates de la Convención. Considerado uno de los liberales más sinceros y valientes. Tuvo que codearse con hombres de la talla de Pedro y José Gálvez, Manuel Toribio Ureta, el Juan Gualberto Valdivia, José Simeón Tejeda, Francisco Quirós, Álvarez.
Falleció el 15 de agosto de 1866 a los 46 años. Su tumba se encuentra en el cuartel San Juan del Cementerio de San Teodoro de Piura.